# Sphecodopsis
Sphecodopsis (лат.) — род пчёл-кукушек из трибы Ammobatini семейства Apidae (Nomadinae). Около 40 видов. Эндемичные для южной Африки, осоподобные пчелы этого рода обычно небольшие, от 3 до 9 мм в длину, и в основном черные, с оранжеватой или красноватой окраской метасомы у некоторых видов. Пчелы рода Scrapter (Colletidae) признаны в качестве хозяев для клептопаразитического жизненного цикла некоторых Sphecodopsis, но другие данные о предпочитаемых хозяевах для большинства видов отсутствуют.

## Распространение и экология
Афротропика: эндемики южной Африки.
Большинство видов рода обитает исключительно в Южной Африке; известно, что только два вида имеют ареал, распространяющийся на большую часть южной Африки. Такой характер распространения не слишком значителен или удивителен, если учесть, что на Южную Африку с ее разнообразным климатом, рельефом и областями стабильно высоких осадков приходится более 50 % всех афротропических родов пчел.
Предпочитаемые места обитания Sphecodopsis варьируют от вида к виду, хотя значительная их часть сосредоточена в регионе Намакваленд и Западно-Капской провинции. Районы, где выпадает много сезонных осадков, пользуются популярностью у пчел, отчасти из-за обилия флоры и связанного с этим процветания пчел, собирающих пыльцу, гнезда которых могут использоваться в качестве хозяев для их личинок.

## Описание
Мелкие слабоопушенные пчёлы. Длина — 3—9 мм. Клептопаразиты одиночных пчёл. В целом пчелы очень похожи на ос, у них отсутствуют скопы, они стройные и гораздо менее волосатые, чем многие неклептопаразитические пчелы. Окраска метасомы также более типична для ос. Отсутствие скоп, собирающих пыльцу, является эволюционной потерей структуры, характерной почти для всех клептопаразитических пчел, поскольку у них нет необходимости собирать пыльцу и гнезд для ее хранения.
Голова и мезосома всегда черные, хотя может быть оранжевая или красная окраска ротовых частей, усиков или ног. Метасома черная у некоторых видов, но оранжевая или красная, в разной степени, у других. Волоски, иногда плюмозные, белые или черные. В профиль щитик изогнут равномерно и плавно. Антенны самок состоят из 12 сегментов, а самцов — из 13. Тергум как у самцов, так и у самок лишен пигидиальной пластинки. У представителей трибы Ammobatini лабрум длиннее, чем его ширина, что является необычной характеристикой для Apidae, а у Sphecodopsis лабрум также апикально заострен.

## Поведение и жизненный цикл
Самки откладывают свои мелкие яйца в гнезда одиночных пчел, которых они выбрали в качестве хозяев. Самки S. capensis и S. fumipennis наблюдали за входом в гнездо хозяина с расстояния до тридцати минут и ждали, пока хозяин не исчезнет, прежде чем подойти к нему, чтобы отложить яйца. Яйца откладываются так, чтобы оперкулюм был вровень с внутренней поверхностью ячейки, а остальная часть яйца скрыта в выстилке. Самки сфекодопсисов выбирают еще не запечатанные ячейки, так что есть шанс, что яйцо будет обнаружено хозяином, когда он будет делать дополнительные приготовления перед запечатыванием. После вылупления первая особь становится активной и хищной и убивает своими мандибулами любые другие яйца или личинки, которые она находит внутри ячейки, включая яйца и личинки своих братьев и сестер, если они там присутствуют. Последующие особи более похожи на особей других пчел и сосредоточены в основном на питании провизией перед окукливанием.
Имеется мало информации о растениях, которые предпочитают посещать взрослые особи Sphecodopsis. Там, где были сделаны флористические записи, основанные на ограниченных наблюдениях только за двумя видами, отмечены такие роды растений, как Grielum, Helichrysum, Senecio и Hemimeris.

## Классификация
Более 40 видов.
- Sphecodopsis aculeata (Friese, 1922)
- Sphecodopsis acuta Pöllein & Kuhlmann, 2025[5]
- Sphecodopsis albomaculata Pöllein & Kuhlmann, 2025
- Sphecodopsis angulata Pöllein & Kuhlmann, 2025
- Sphecodopsis argyrura (Cockerell, 1933)
- Sphecodopsis aquifolia Pöllein & Kuhlmann, 2025
- Sphecodopsis atra Pöllein & Kuhlmann, 2025[5]
- Sphecodopsis atricapillata Pöllein & Kuhlmann, 2025
- Sphecodopsis bifida Pöllein & Kuhlmann, 2025
- Sphecodopsis capensis (Friese, 1915)
- Sphecodopsis capicola (Strand, 1911)
- Sphecodopsis carolinae Eardley, 2007[7]
- Sphecodopsis catastropha Pöllein & Kuhlmann, 2025[5]
- Sphecodopsis chaotica Pöllein & Kuhlmann, 2025
- Sphecodopsis chrysea Pöllein & Kuhlmann, 2025
- Sphecodopsis corona Pöllein & Kuhlmann, 2025
- Sphecodopsis crassipunctata Pöllein & Kuhlmann, 2025
- Sphecodopsis directa Pöllein & Kuhlmann, 2025
- Sphecodopsis felix Pöllein & Kuhlmann, 2025
- Sphecodopsis fimbriata Pöllein & Kuhlmann, 2025
- Sphecodopsis fumipennis (Bischoff, 1923)
- Sphecodopsis keiskiensis Pöllein & Kuhlmann, 2025
- Sphecodopsis kuhlmanni Eardley, 2007[7]
- Sphecodopsis leliefonteinensis Pöllein & Kuhlmann, 2025[5]
- Sphecodopsis longipygidium Eardley, 1997[2]
- Sphecodopsis magna Pöllein & Kuhlmann, 2025
- Sphecodopsis microscopica Pöllein & Kuhlmann, 2025
- Sphecodopsis minuta Pöllein & Kuhlmann, 2025
- Sphecodopsis minutissima (Cockerell, 1933)
- Sphecodopsis namaquensis Eardley, 1997[2]
- Sphecodopsis nana Pöllein & Kuhlmann, 2025
- Sphecodopsis nigra Pöllein & Kuhlmann, 2025
- Sphecodopsis obscura Pöllein & Kuhlmann, 2025[5]
- Sphecodopsis papilla Eardley, 2007[7]
- Sphecodopsis parvula Pöllein & Kuhlmann, 2025
- Sphecodopsis regina Pöllein & Kuhlmann, 2025
- Sphecodopsis roggeveldensis Pöllein & Kuhlmann, 2025
- Sphecodopsis rufipes Pöllein & Kuhlmann, 2025
- Sphecodopsis semirufa (Cockerell, 1933)
- Sphecodopsis subtilis Pöllein & Kuhlmann, 2025
- Sphecodopsis tenera Pöllein & Kuhlmann, 2025
- Sphecodopsis vespericena Eardley, 1997[2]
- Sphecodopsis vicfalls Pöllein & Kuhlmann, 2025[5]
- Sphecodopsis villosa (Friese, 1909)